# Hans Harlén
Hans Georg Harlén, född 29 september 1933, är en svensk författare. Harlén har publicerat mer än ett dussin böcker om Stockholm. Harlén mottog Stockholms Hembygdsförbunds kulturpris 1997.